# Piabanha
Brycon insignis, popularmente designado como piabanha, é um peixe endêmico do Brasil da família dos briconídeos (Bryconidae). Há registro da espécie nos estados de São Paulo, Minas Gerais, Espírito Santo e Rio de Janeiro.

## Etimologia
O nome popular piabanha deriva do tupi pia'wãya e em sentido definido designa estes peixes. O étimo é composto por pi'awa, no sentido de piaba, e ãya, no sentido de dente.

## Ecologia
Brycon insignis, quando jovem, alimenta-se de peixes (ictiófaga) e insetos (insetívora), mas pode ainda comer folhas, flores, frutos e sementes. Adulta, é herbívora e frugívora, mas casualmente se alimenta de insetos e pequenos peixes. Há registro de espécimes adultos com no máximo 34 ou 36,9 centímetros. Se reproduz entre dezembro e fevereiro. As fêmeas atingem a maturidade sexual no seu terceiro ano de vida, quando possuem cerca de 25 centímetros, enquanto os machos atinge a maturidade aos dois anos de vida, e com 20 centímetros. A degradação de seu habitat, desmatamento, poluição, construção de hidrelétricas, introdução de espécies alóctones (como a Salminus brasiliensis) e a pesca comercial (que atingiu a marca de 24 toneladas/ano em 1951), a população de Brycon está muito fragmentada e declinando. Foram feitos programas de repovoamento, mas que não surtiram o efeito desejado.
A área de ocupação (AOO) do Brycon é estimada de 24 a 136 quilômetros quadrados. Distribui-se pelas bacias dos rios Paraíba do Sul (sobretudo em sua calha e principais tributários), Itabapoana e Itapemirim. Houve ainda registros na bacia do Grande (onde já deve estar extinta haja vista que os registros disponíveis param no começo do século XX), que drena à bacia da Guanabara; no Imbé, que deságua na lagoa Feia; no Macaé (sem registros recentes); no São João; e no Itabapoana. O trecho do Paraíba do Sul que passa por São Paulo possui exemplares provenientes de repovoamentos promovidos pela Companhia Energética de São Paulo (CESP), na represa de Paraibuna. Já houve avistamentos no Jequitinhonha.
Em 2005, foi incluída na Lista de Espécies da Fauna Ameaçadas do Espírito Santo; Depois, em 2010, na Lista de Espécies Ameaçadas de Extinção da Fauna do Estado de Minas Gerais (criticamente em perigo); em 2014, no Livro Vermelho da Fauna Ameaçada de Extinção no Estado de São Paulo (em perigo) e no Livro Vermelho da Fauna Brasileira Ameaçada de Extinção (em perigo) do Instituto Chico Mendes de Conservação da Biodiversidade (ICMBio); e finalmente, em 2018, na Lista Vermelha do Livro Vermelho da Fauna Brasileira Ameaçada de Extinção (em perigo) do ICMBio.